# Pomnik Świętego Wacława
Pomnik Świętego Wacława (cz. Pomník svatého Václava) – pomnik znajdujący się na Placu Wacława, w Pradze. Jedna z najbardziej znanych dzieł rzeźbiarskich w stolicy Republiki Czeskiej. Autorem jest najważniejszy czeski rzeźbiarz wieku XIX i XX, przedstawiciel realizmu i monumentalnej nowoczesnej czeskiej rzeźby Josef Václav Myslbek, który pracował nad nim przez ponad trzydzieści lat. Współautorami rzeźby były architekt Alois Dryák (modyfikacje architektoniczne) i rzeźbiarz Celda Klouček (ozdobne ornamenty). Pomnik jest symbolem czeskiej państwowości, ale również swego rodzaju miejscem, wskazującym na konieczność zachowania podstawowych wartości kulturowych i duchowych narodu.
Pomnik jest chroniony prawnie od 1995 roku jako zabytek kultury Republiki Czeskiej.

## Nawiązania
W 1999 roku David Černý stworzył rzeźbę Koń, będącą wariacją na temat pomnika, w postaci kopii rzeźby Świętego Wacława, takich samych rozmiarów, siedzącego na koniu odwróconym głową w dół i wiszącym za nogi. Rzeźba była eksponowana w dolnej części Placu Wacława, a następnie jest eksponowana w Pałacu Lucerna obok Placu Wacława